# 安德里伊夫卡 (斯洛维扬斯克市镇)
48°49′16″N 37°31′57″E / 48.82111°N 37.53250°E

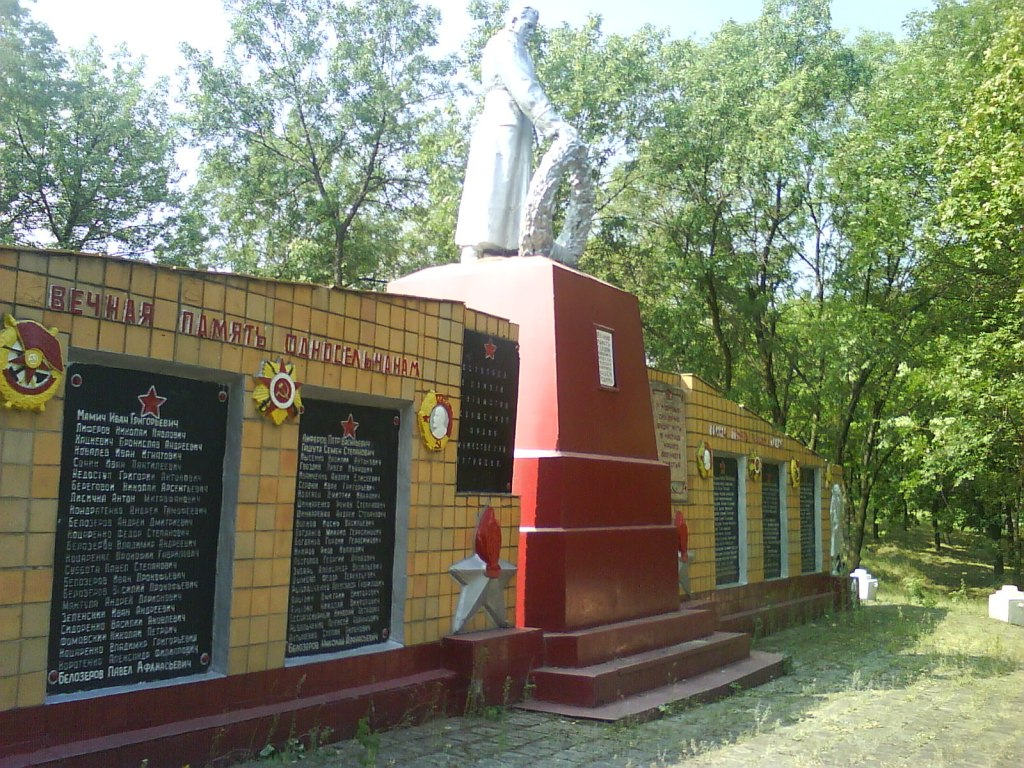
苏联烈士纪念碑

苏哈尼夫卡（烏克蘭語：Суханівка），2024年9月前名为安德里伊夫卡（烏克蘭語：Андріївка），是烏克蘭東部頓涅茨克州克拉马托尔斯克区斯洛维扬斯克市镇的市級鎮。分別距離斯洛維揚斯克44公里和頓涅茨克94公里，海拔高度67米，2018年人口791。
2024年9月19日乌克兰最高拉达将此镇改名为“苏哈尼夫卡”。